# رودنیک (کوه)
رودنیک (به صربی: Rudnik) یک کوه در صربستان است که در ناحیه شومادئیا واقع شده‌است. رودنیک ۱٬۱۳۲ متر بالاتر از سطح دریا واقع شده‌است.